# Narsés (magister militum)

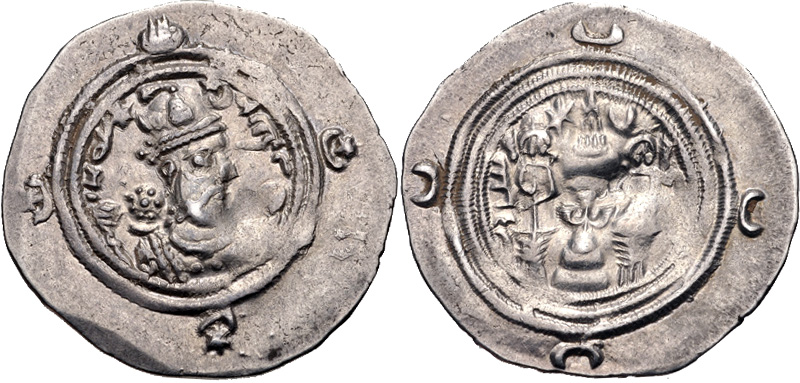
Moneda de Cosroes II en el año 590.

Narsés fue un militar bizantino de finales del siglo VI y principios del VII, mencionado principalmente en las fuentes por haberse alzado contra el emperador Focas desde el advenimiento de este al trono bizantino, cuando era magister militum de Oriente.

## Carrera militar
Su nombre indica ascendancia armenia, como la de otros homónimos coetáneos. A veces se lo confunde con alguno de ellos, como el Narsés al que Tiberio II hizo adjunto del general Mauricio en una campaña contra los sasánidas hacia el 577-578.
Hacia el 587/588, aparece como dux de Constantia en Osroena, y luego como guardia del magister militum (general en jefe) del ejército de Oriente, Comenciolo. En calidad de tal, participó en la campaña que devolvió el trono sasánida a Cosroes II, después de que lo hubiese perdido a manos de un usurpador. Comenciolo era demasiado irrespetuoso con Cosroes, por lo que fue sustituido por Narsés, quien llevó al ejército a Dara y luego hasta el Tigris, donde se detuvo en espera de la llegada de refuerzos de Armenia. Narsés mandó el centro del ejército de consuno con Cosroes durante la batalla de Blarathon, que arrebató el poder a Bahram VI. Esta expedición permitió al Imperio bizantino firmar una ventajosa paz con el soberano persa, que quedó en deuda con el emperador Mauricio por haberlo ayudado a recobrar el poder.
Parece haber sido magister militum de Oriente desde el 591 hasta al 603. En 602, una revuelta del ejército de los Balcanes derrocó al emperador Mauricio, al que asesinó Focas, que se apoderó del trono. Sin embargo, pronto quedó claro que la posición de este era inestable, especialmente porque al poco se enemistó con Cosroes II, quien aprovechó la oportunidad para emprender las hostilidades contra el Imperio bizantino con el pretexto de devolver el trono a la familia del difunto Mauricio, concretamente al supuesto hijo de este, Teodosio. En 603, Narsés se rebeló, se adueñó de la región de Edesa y solicitó el auxilio al soberano sasánida, lo que facilitó la entrada en guerra de este. Focas despachó al general Germano a la zona para someter a Narsés. Germano lo cercó, pero fue derrotado y muerto por un ejército de socorro sasánida en el 604. El emperador entregó el mando del ejército de Oriente a Leoncio; este se apoderó de Edesa en 605, pero Narsés logró huir a Hierápolis. Finalmente, Domenciolo, sobrino de Focas, lo convenció para que se rindiese a cambio de conservar la vida. Sin embargo, tan pronto como llegó a Constantinopla, Focas lo hizo quemar vivo, nueva prueba de la tendencia del emperador a eliminar cruelmente a sus enemigos.